# Boca do Inferno

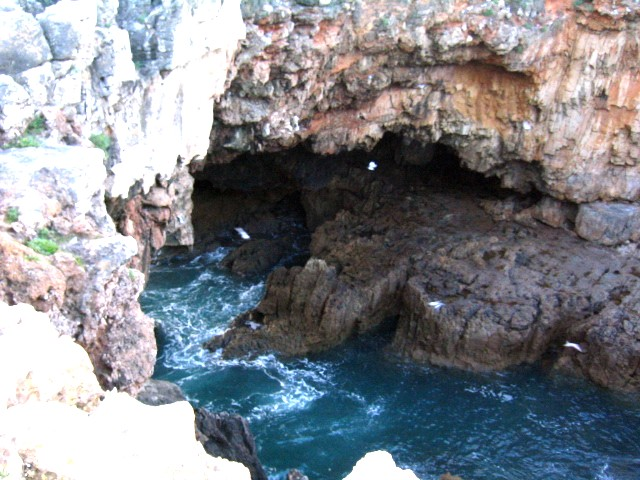
Boca do Inferno

A Boca do Inferno (jelentése portugálul: a „Pokol szája”) az Atlanti-óceán portugál partján, Cascaisnál a parti sziklákban kialakult hasadék.
A hasadék mélyén a sziklákat szinte állandóan több méteres hullámok csapkodják nagy dübörgéssel. A megfigyelőnek az lehet az érzése, hogy valójában a pokol kapujánál álldogál. A Boca do Inferno közel 30 km-re van Lisszabon belvárosától,  és 1 km-re Cascais-tól. Lisszabonból HÉV-szerű vonattal érhető el Cascais, majd 1 km-es séta után a Boca do Inferno dübörgő helyszíne tárul fel. Innen nem túl messze (10 km) található az európai szárazföld legnyugatibb pontja, a Cabo da Roca.